# Riders, unite!
«Riders, unite!» es una canción del género dance creada con el software Reason 2.0 por Andreas Viklund, un músico y diseñador web de Suecia, que pertenecía al grupo The Solid Energy Crew (TSEC), con el que comenzó su carrera musical en 1997; siguiendo con Lagoona, en el cual se mantuvo por 8 años. Luego se dedicó a ser solista hasta 2008, luego se dedicó al diseño de plantillas web.
El tema resulta ser uno de los mejores de su compilado en mp3 Free music collection lanzado en 2008, resultando ser el primero en dicha placa.

## Aparición en Pump It Up Pro
El tema está disponible para la plataforma de stepmania Pump It Up Pro, disponible para PC y Xbox 360.